# Chòi mòi gân lõm
Chòi mòi gân lõm hay chòi mòi rừng, chòi mòi quả nhẵn (danh pháp: Antidesma montanum) là một loài thực vật có hoa trong họ Diệp hạ châu. Loài này được Blume mô tả khoa học đầu tiên năm 1827.

## Hình ảnh

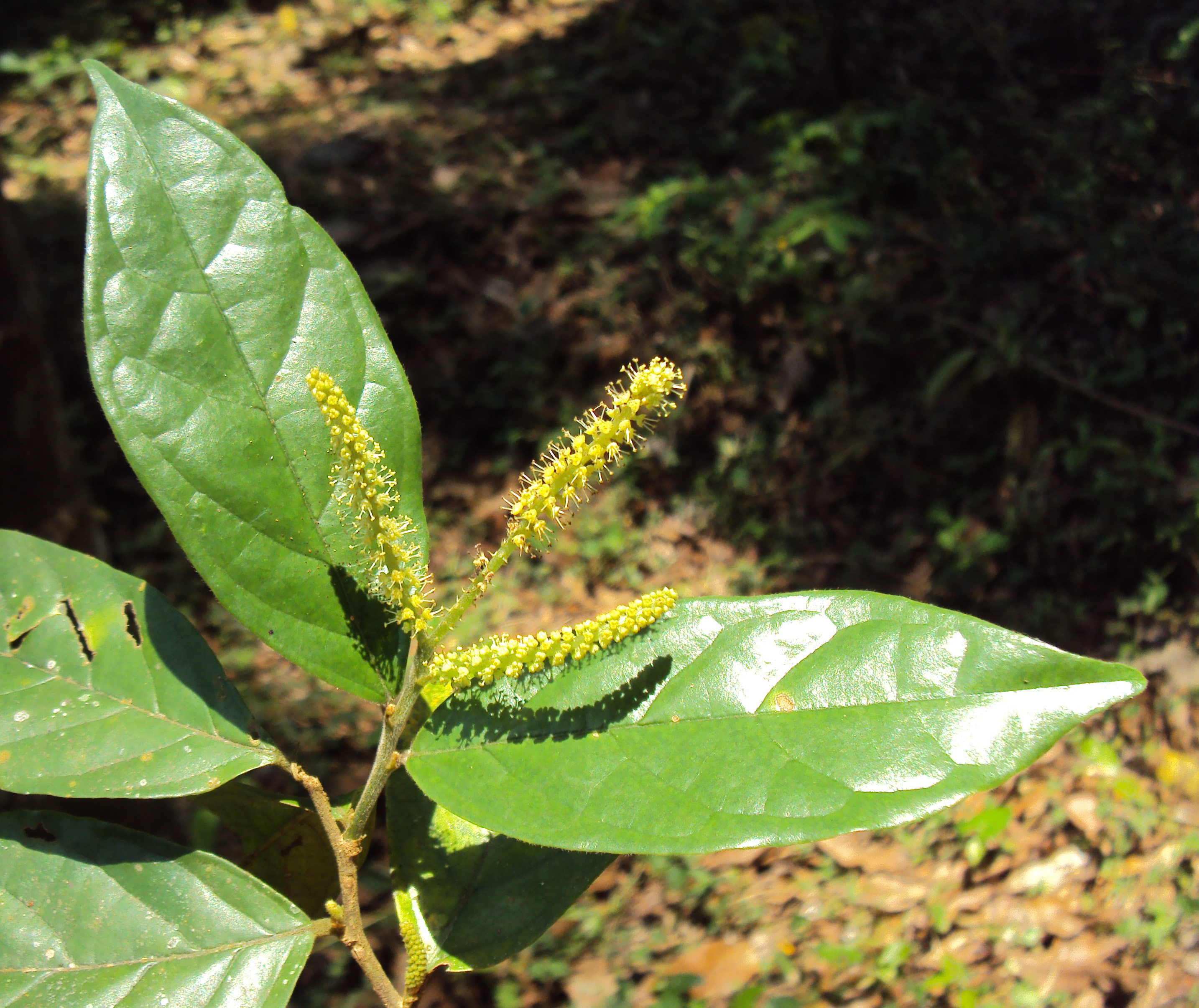
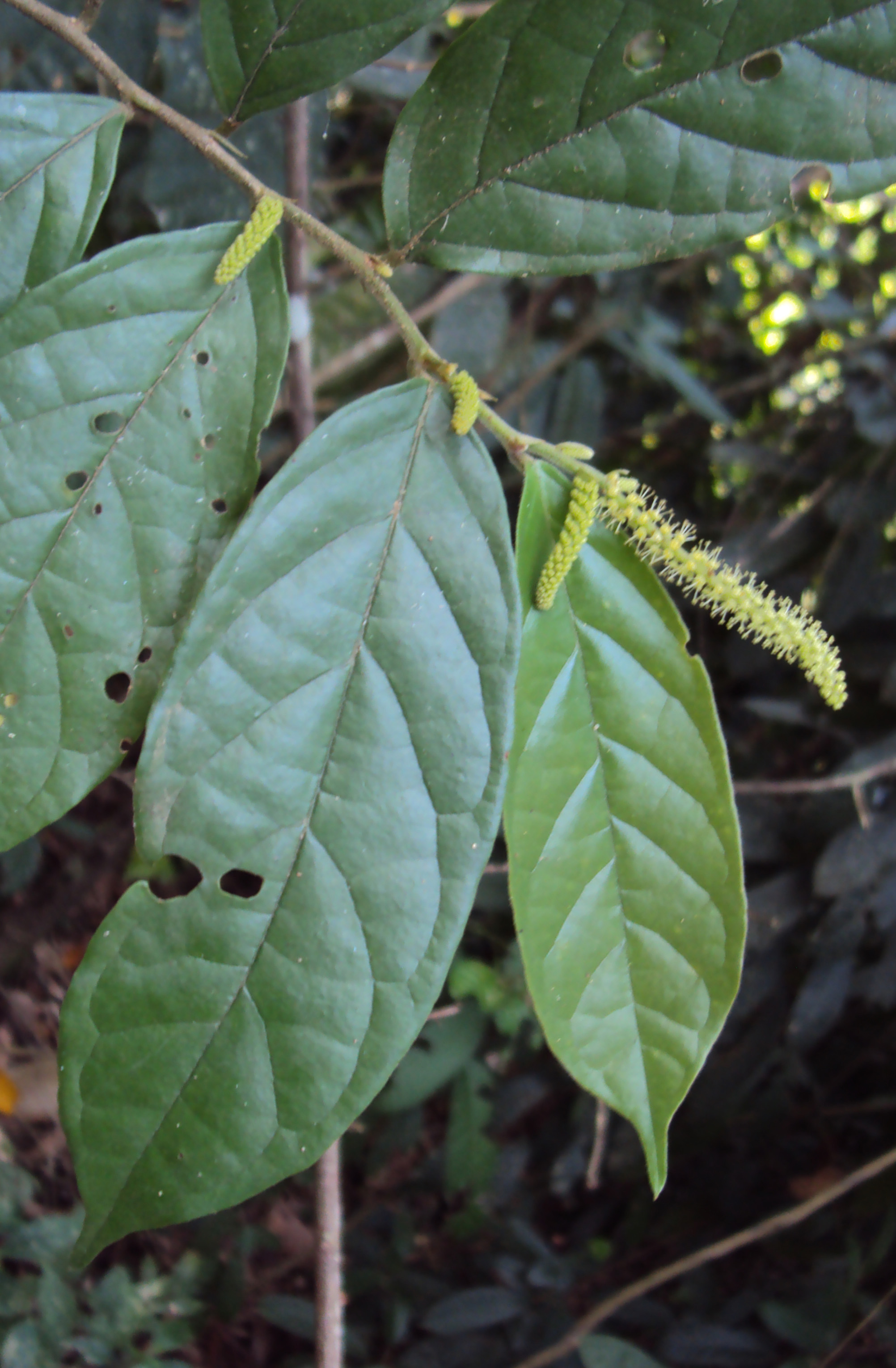
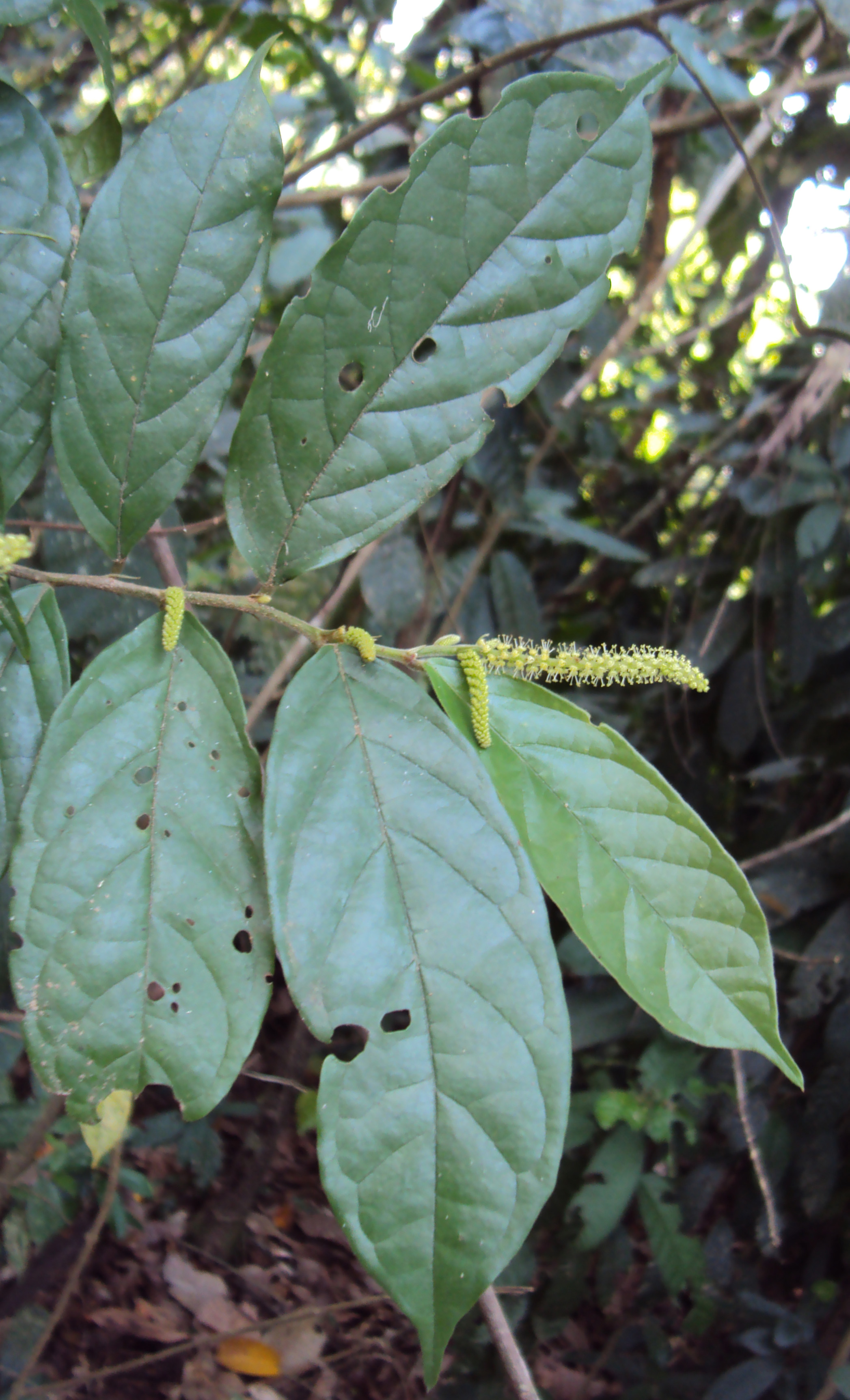
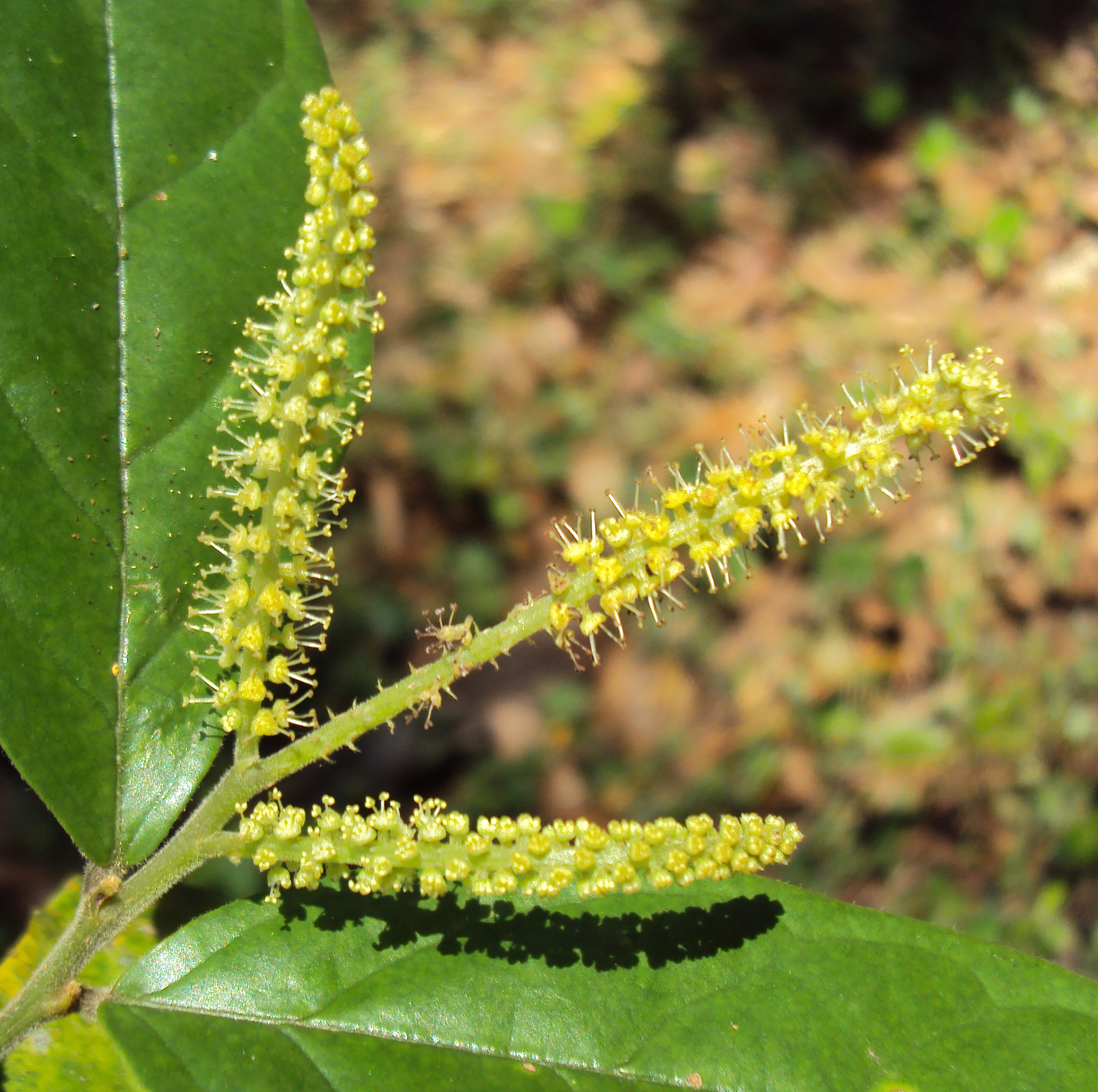